# Postgebäude von Neuenburg

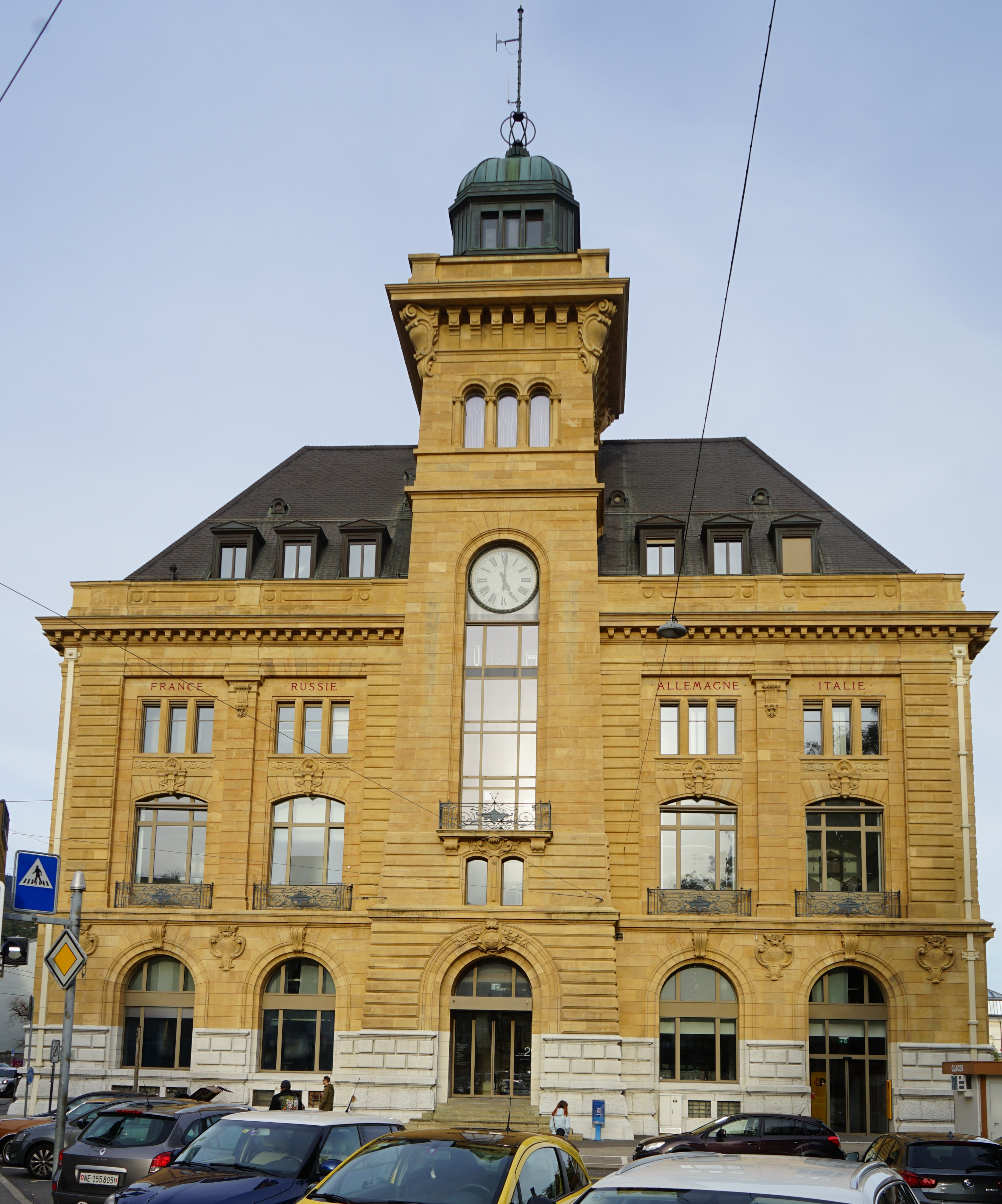
Ansicht von Westen mit Uhrturm

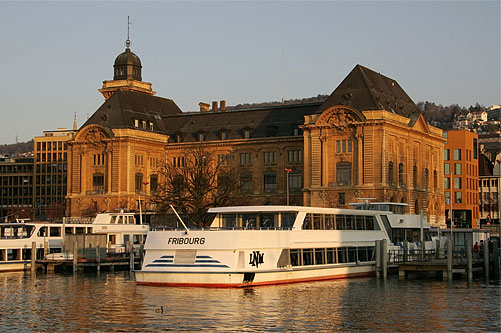
Ansicht von Süden

Das Postgebäude von Neuenburg (französisch Hôtel des postes de Neuchâtel) in der Schweiz wurde zwischen 1893 und 1896 erbaut.

## Lage
Das Bauwerk steht am Hafen der Stadt («Place du Port») und schliesst den «Place Numa-Droz» im Osten ab. Das denkmalgeschützte Gebäude der ehemaligen Lateinschule (heute Öffentliche Bibliothek der Universität Neuenburg) schliesst diesen Platz zur Seeseite ab.

## Geschichte
Der Neuenburger Eugène Borel (1835–1892) war 1874 Mitbegründer und bis zu seinem Tod erster Direktor des Weltpostvereins. Das von Jean Béguin, Alfred Rychner und Ernest Prince entworfene Bauwerk führt über den Fenstern des dritten Geschosses die Namen von 31 Mitgliedsländern des Weltpostvereins auf.
Das Gebäude wurde am 1. April 1896 eingeweiht und beherbergt gegenwärtig das Hauptpostamt der Stadt sowie das Tourismusbüro. Es ist unter der Nummer 10118 als Kulturgut von nationaler Bedeutung in das Schweizerische Inventar der Kulturgüter eingetragen.

## Gebäude
Der dreiflügelige Bau aus Hauterive-Kalkstein ist zum Hafen geöffnet. Er hat drei Geschosse und ein Mansarddach. Die Westseite mit fünf Achsen wird durch den markanten Uhrturm geprägt. Vier allegorische Darstellungen in den Giebeln zeigen Briefe, Boten, Telegraphen und Telefone. Inschriften unter dem Kranzgesims führen 31 Mitgliedsländer des Weltpostvereins auf. Zwischen den Bogenfenstern des Erdgeschosses tragen schildförmige Kartuschen die Namen der seinerzeitigen 22 Kantonshauptstädte der Eidgenossenschaft. Die Bildhauerarbeiten wurden von Rodo (Auguste de Niederhäusern) und Xavier Sartorio ausgeführt.

## Belege
1. 1 2 3  swiss-spectator.ch: L’Hôtel des postes de Neuchâtel. (französisch, Stand: 30. Mai 2021)
2. ↑  notrehistoire.ch: La poste principale de Neuchâtel. (französisch, Stand: 21. Juni 2014)
3. ↑  data.geo.admin.ch: Hôtel des postes. (PDF, französisch, abgerufen am 8. Januar 2023)

Koordinaten: 46° 59′ 27,2″ N, 6° 55′ 55,4″ O; CH1903: 561465 / 204551